# British United Press
La British United Press était une agence de presse créé en 1923 par l'agence UPI pour servir les journaux du Commonwealth.

## Histoire

### Les débuts au Canada
La British United Press a été fondée par Charles F. Crandall, un journaliste qui dirigeait depuis 9 ans un quotidien fondé par Hugh Graham, alias Lord Atholstan, le Montreal Star, au moment du développement d'un nouveau média, la radio. Des émetteurs puissants permettaient aux stations du Michigan d'arroser de leurs nouvelles les régions de Toronto, Montréal et Ottawa. Plus tard, Herbert Samuel Moore fondera le "Transradio Press Service", installé à New York, qui embauchera la célèbre romancière Elizabeth Wason (1912–2001) pour diffuser également vers le Canada.
Lancée par Roy W. Howard, le nouveau patron d'UPI et de l'Empire de presse Scripps-Howard, la nouvelle agence prend la forme d'une filiale canadienne de l'agence de presse américaine United Press International, avant de s'implanter à Londres pour revêtir une aura plus internationale. Herbert Bayley lui succède dès 1924, avec la mission de développer une clientèle dans tout le Commonwealth, avant de céder lui-même la place à Frank Fisher.

### L'Inde et l'Angleterre
Très vite, elle ouvre aussi un bureau en Inde. C’est un succès : en 1926, le Times of India est client et la British United Press a une dizaine de correspondants dans ce pays. Dès 1929, grâce aux succès alignés par la British United Press, UPI est présent dans 45 pays et a plus de 1100 journaux clients.
En Angleterre, jusqu'en 1934 et l'embauche de reporters en quantité, la BUP figure parmi les premiers fournisseurs d'information de la BBC, au même titre qu'Associated Press, The Exchange Telegraph Company, la Press Association britannique et Reuters. Dès 1938, la British United Press a 85 correspondants à l'étranger, dont 24 au Canada mais aussi en Europe, en particulier à Paris.

### L'Australie dans les années 1930
L'Australian Associated Press (AAP), créée en 1935 par les groupes de presse de John Fairfax et The Herald and Weekly Times, de Keith Murdoch, pour succéder à l'Australian Press Association, recourt aussi immédiatement aux services de la BUP, car elle est contrainte de s'approvisionner à l'extérieur du cartel des grandes agences, regroupant Associated Press, l'Agence Havas et Reuters. Son premier président, le patron de presse Keith Murdoch avait en effet mené dès 1924 une campagne contre l'agence de presse britannique Reuters, accusée d'être éloignée composée de journalistes snob, arrogants et éloignés des réalités australiennes, ce qui précipite le passage de Reuters, alors propriété de Sir Roderick Jones, sous le contrôle de la Press Association britannique.
Au cours de sa première année d'existence l'AAP doit répondre aux promesses ambitieuses faites à ses membres pour qu'ils se désabonnent de Reuters. Elle transmet à elle seule 1,1 million de mots, en particulier pour couvrir les Jeux olympiques de Berlin, la Coupe Davis de tennis, dont la finale oppose l'Australie au Royaume-Uni. Beaucoup plus tard, en 1972, alors que l'AAP était désormais abonnée à AP et à l'agence française AFP, UPI était encore distribuée directement aux journaux de la puissante chaîne de Ruppert Murdoch, obtenant parallèlement un service d'informations intérieures, à distribuer à l'étranger.

### Les années 1940 au Canada
La BUP avait choisi une dénomination anglaise pour mettre en avant son indépendance par rapport aux pouvoirs locaux. En 1940, alors qu'elle fournit 25 000 mots par jour aux radios canadiennes, le gouvernement canadien a exprimé son mécontentement contre les deux principales sources d'information des médias, "Transradio Press Service", installé à New York, fondé par Herbert Samuel Moore et la British United Press, en leur demandant de prendre conscience que leurs sources sont appropriées, en menaçant de supprimer leurs licences.
En 1945, des quotidiens comme Le Devoir et le Montreal Star tirent la majeure partie de leurs textes provenant des agences américaines, et le second voit son tirage dépasser largement 100 000 exemplaires, tandis que La Presse accorde plus d'espace aux textes de la British United Press. En 1955 et en 1965, c'est au contraire La Presse canadienne qui occupe le premier rang des fournisseurs d'infos de ces journaux.

### Grands journalistes et révélations
La British United Press a compté parmi ses journalistes Knowlton Nash, qui a été à partir de 1969 directeur de la rédaction de CBC et Walter Cronkite qui va devenir célèbre en tant que présentateur de longue date du CBS Nightly Newspour plus de deux décennies au début des années 1960. Un des premiers articles sur les "bombes robotiques nazies" avait été signé par Walter Cronkite pour le compte de la BUP. Lors de l'assassinat de John Fitzgerald Kennedy, la British United Press a révélé que Lee Harvey Oswald était un employé de la société où a été retrouvé l'arme du crime.